# Apletodon incognitus
Apletodon incognitus is een  straalvinnige vissensoort uit de familie van schildvissen (Gobiesocidae). De wetenschappelijke naam van de soort is voor het eerst geldig gepubliceerd in 1997 door Hofrichter & Patzner.